# Historia del uniforme del Club Deportivo Tenerife

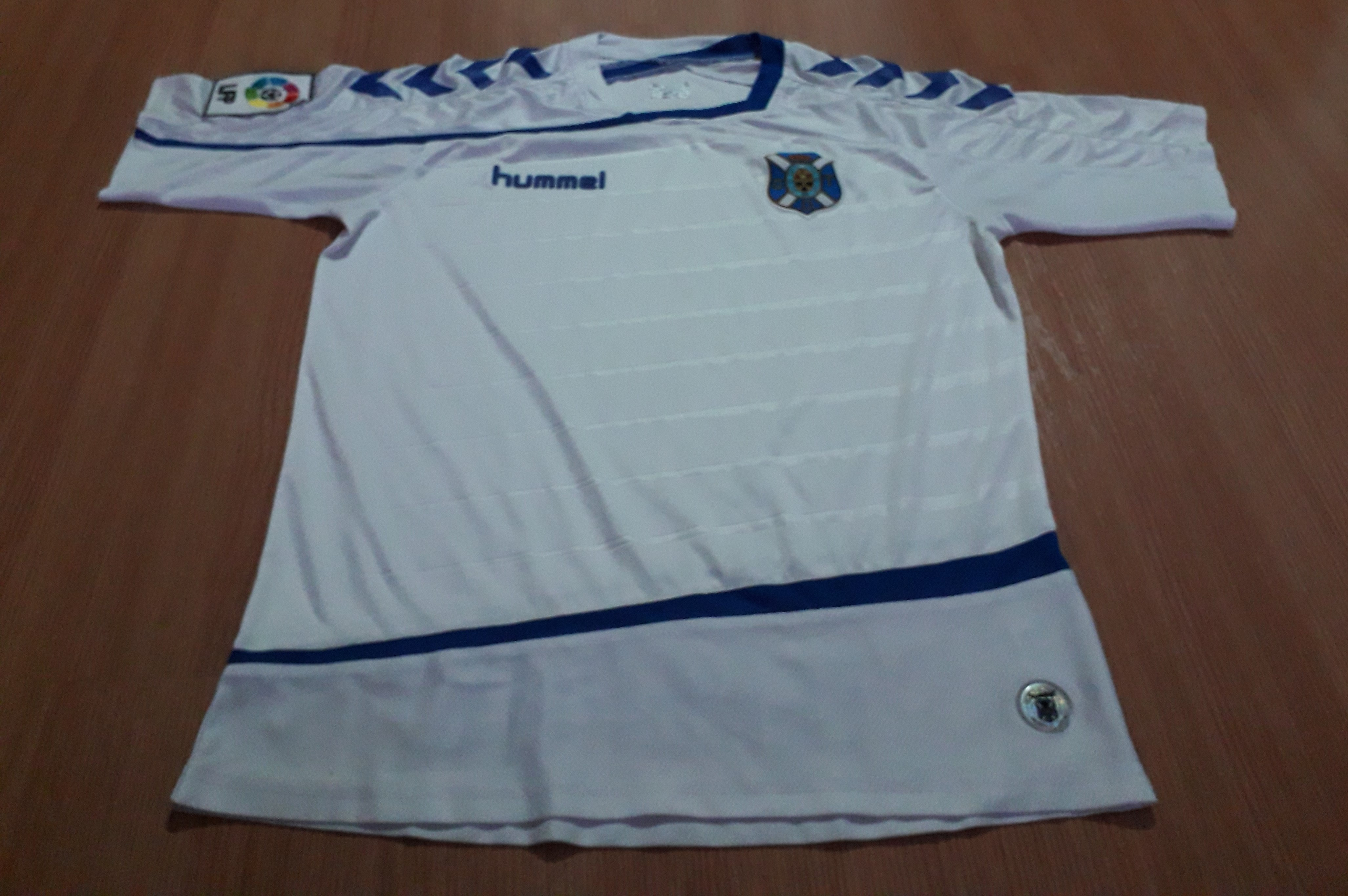
Equipación de la temporada 2015-16

El Club Deportivo Tenerife es un club de fútbol español con sede en Tenerife, que juega en la Segunda División de España. Las primeras apariciones del Tenerife como equipo datan de 1912. A lo largo de su historia se ha caracterizado por usar dos colores en su uniforme: el azul y el blanco. Ambos colores representan la bandera de Tenerife que es de donde proviene el club.

## Evolución

### Uniforme de local
Desde su fundación, el Club Deportivo Tenerife siempre ha mantenido el uniforme titular con mínimos cambios en su diseño hasta hoy. El uniforme o jersey siempre ha sido de camiseta blanca, pantalón azul y medias blancas.
| \| 1912 \| 1912-1916 \| 1916-1933 \| 1933-1963 \| 1963-1982 \| 1982-1995 \| 1995-2009 \| 2008-2009 \| 2009-2010 \| |           |           |           |           |           |           |           |           |
| 1912 | 1912-1916 | 1916-1933 | 1933-1963 | 1963-1982 | 1982-1995 | 1995-2009 | 2008-2009 | 2009-2010 |

| \| 2010-2011 \| 2011-2012 \| 2012-2013 \| 2013-2014 \| 2014-2015 \| 2015-2016 \| 2016-2017 \| 2017-2018 \| 2018-2019 \| |           |           |           |           |           |           |           |           |
| 2010-2011 | 2011-2012 | 2012-2013 | 2013-2014 | 2014-2015 | 2015-2016 | 2016-2017 | 2017-2018 | 2018-2019 |